# Sárszentlőrinc
Sárszentlőrinc ist eine ungarische Gemeinde im Kreis Paks im Komitat Tolna. Zur Gemeinde gehören die südlich gelegenen Ortsteile Úzd und Alsópél puszta.

## Geografische Lage
Sárszentlőrinc liegt am rechten Ufer des Sió-Kanal, 19 Kilometer westlich der Kreisstadt Paks und 15 Kilometer südöstlich der Stadt Simontornya. Nachbargemeinden sind Nagydorog, Kajdacs, Pálfa und Nagyszékely.

## Geschichte
Der Name des Ortes geht zurück auf den Heiligen Lorenz (ungarisch Szent Lőrinc). Im Jahr 1913 gab es in der damaligen Großgemeinde 325 Häuser und 1928 Einwohner auf einer Fläche von 5443 Katastraljochen. Sie gehörte zu dieser Zeit zum Bezirk Simontornya im Komitat Tolna.

## Infrastruktur
In Sárszentlőrinc gibt es das Bürgermeisteramt, Bücherei, Grundschule, Kindergarten, eine Post sowie eine praktische Ärztin. Im Ort haben sich zudem einige Kunsthandwerker niedergelassen.

## Sehenswürdigkeiten
- Evangelische Kirche, erbaut 1755 (Barock)
- Evangelische Kirche im Ortsteil Uzd erbaut 1935
- Ervin-Lázár-Gedächtnishaus und -Bibliothek (Lázár Ervin Emlékház)
- Sándor-Petőfi-Gedächtnishaus (Petőfi Sándor Emlékház)
- Kulcsosház-Museum im Fördős-Landhaus (Fördős Kúria) im Ortsteil Uzd

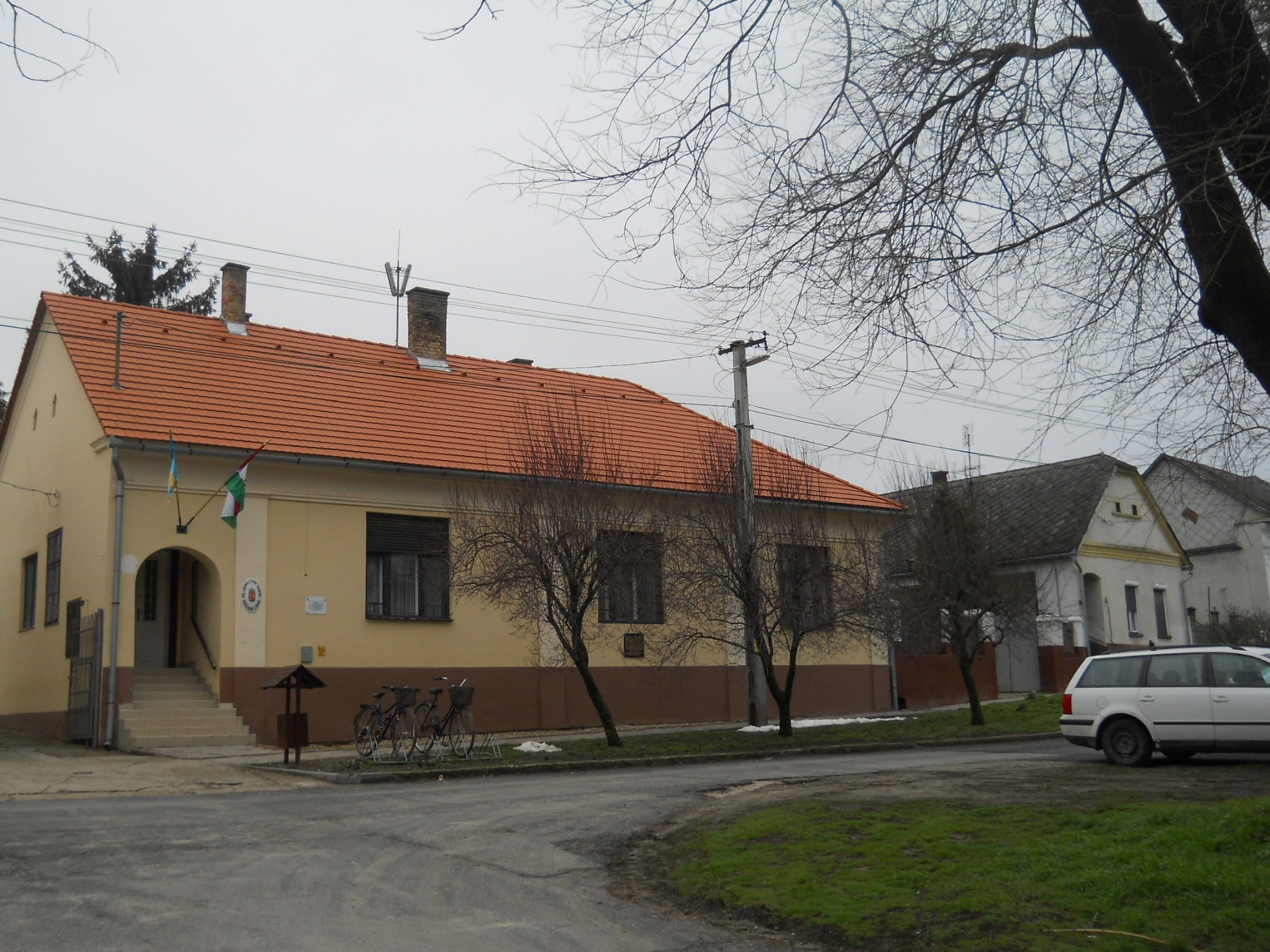
Bürgermeisteramt
Evangelische Kirche
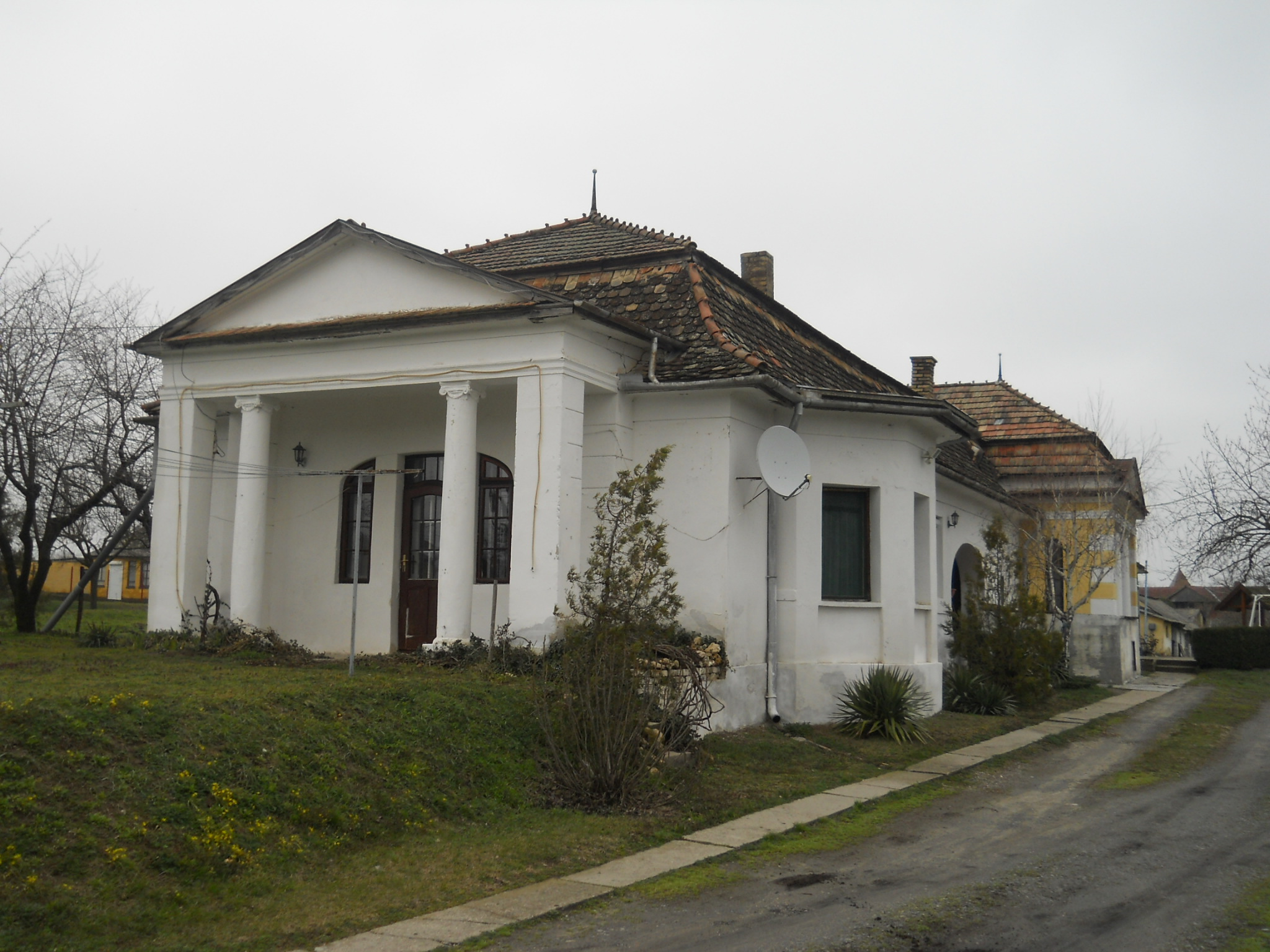
Fördős-Landhaus im Ortsteil Úzd

## Partnerschaft
Die evangelische Gemeinde von Sárszentlőrinc unterhält seit Anfang der 1980er Jahre  einen partnerschaftlichen Kontakt mit der Gemeinde der Kaleva-Kirche in Tampere in Finnland.

## Verkehr
Durch den Ort verläuft die Landstraße Nr. 6317. Es bestehen Busverbindungen in das ungefähr vier Kilometer östlich gelegene Nagydorog, wo sich der nächstgelegene Bahnhof befindet.